# Éric VI (roi de Danemark)
Pour les articles homonymes, voir Éric.
Éric VI Menved (1274- mort à Roskilde 13 novembre 1319), roi du Danemark de 1286 à 1319.

## Biographie
Éric VI, né en 1274, est le fils aîné de Éric V de Danemark Glipping et d’Agnès de Brandebourg. Il est désigné comme héritier du trône dès 1276. Il devient roi le 26 novembre 1286 après l’assassinat de son père sous la régence de sa mère et de son cousin Valdemar IV de Schleswig. En mai 1287, Le Danehof de Nyborg bannit les meurtriers de son père qui se réfugient auprès du roi Éric II de Norvège qui réclamait le paiement du versement de la dot de sa mère Ingeborg une fille du roi Éric III de Danemark Plovpenning .
Éric V est couronné le 25 décembre 1287 à Lund. Les bannis avec l’appui de leur allié norvégien s’établissent dans les forteresses danoises du Cattégat (Kattegat)] d’où ils narguent l’autorité royale. Une trêve est signée avec la Norvège en 1295, elle est renouvelée en 1305 et un accord est finalement conclu en 1309 qui donne le Halland septentrional en fief au roi de Norvège 

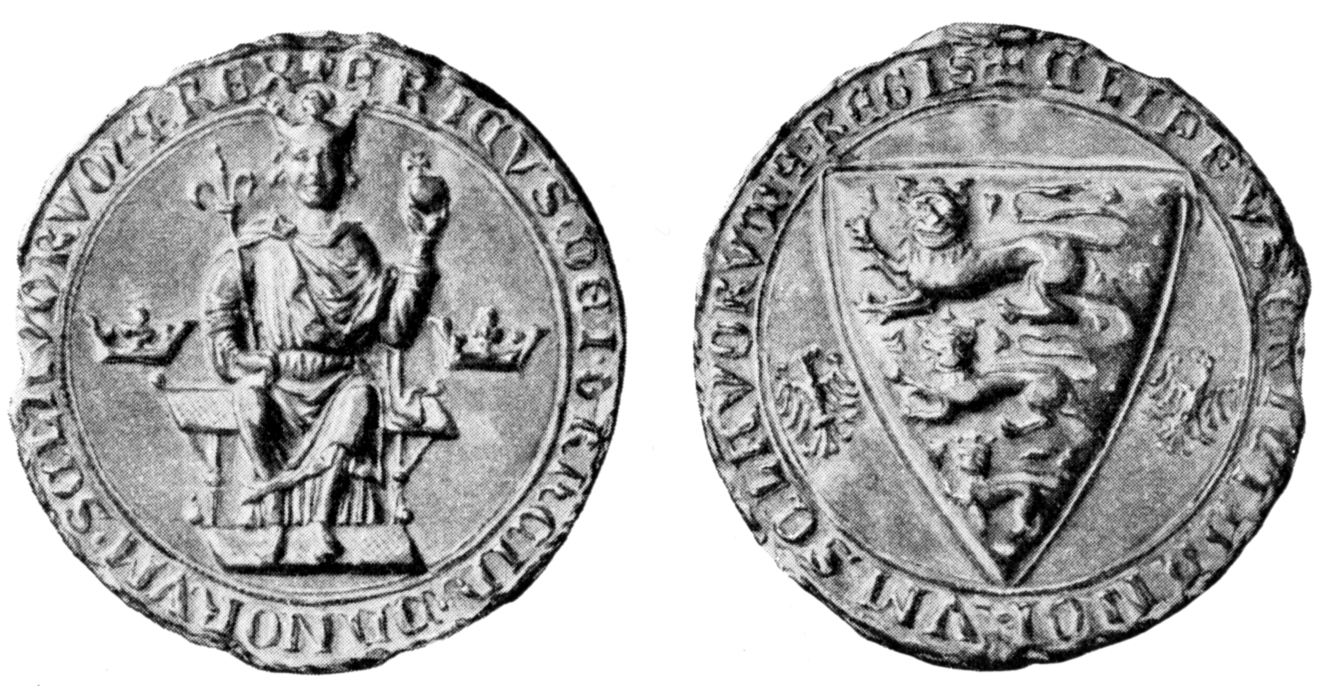
Sceau d'Erik Menved, vers 1287-1304.

En 1289 après la mort de Jens Dros archevêque de Lund (1280-1289), Jens Grand est élu contre la volonté du roi. Ce dernier le soupçonne d’avoir partie liée avec ses ennemis et les meurtriers de son père dont plusieurs lui sont liés par des liens familiaux. Un violent conflit commence avec l’archevêque. En 1294, il emprisonne le prélat à Soeborg. Ce dernier s’enfuit et se réfugie après du Pape Boniface VIII qui condamne le roi à une amende de 49 000 marks en 1297. Cette dernière est réduite à 10 000 marks en 1303 après la soumission d’Éric et la nomination du légat Isarnus qui occupera le siège de Lund de 1302 à 1310.
Malgré ses difficultés intérieures, le roi Éric intervient en Suède entre 1306 et 1310 en soutenant son beau-frère Birger Magnusson de Suède contre ses frères cadets Erik Magnusson et Valdemar. Il s’efforce également de rétablir la suprématie danoise en Allemagne du nord en s’appuyant sur son autre beau-frère Nicolas II de Werle qui lui livre Rostock en 1300. Finalement en 1304, Albert Ier du Saint-Empire lui abandonne tous les pays situés au nord de l’Elde, Rostock se met officiellement sous sa protection en 1307 et une dizaine de princes du sud de la côte Baltique reconnaissent sa suzeraineté en 1314. 
Les ressources du royaume étant incapables de financer les dépenses liées à cette politique expansionniste, le roi est obligé de commencer une désastreuse politique consistant à engager à divers préteurs des provinces entières : Ærø au margrave de Brandebourg, à un autre prince allemand les domaines royaux en Blekinge à Lolland et dans le nord du Jutland. En 1317, des Holsteinois reçoivent le Fionie et en 1318 les revenus royaux en  Scanie, et d’autres fiefs encore. Il doit également augmenter les impôts et en 1313 les paysans du Jutland se soulèvent . Dans cette situation extrêmement dégradée, le roi Éric Menved meurt sans héritier le 13 novembre 1319. Il est inhumé dans l’église Saint-Bendt à Ringsted .

## Union
Il avait épousé en juin 1296 Ingeborg, une fille du roi Magnus III de Suède qui se retire dans le couvent Sainte-Claire de Roskilde à sa mort où elle meurt le 5 avril ou le 15 août 1319. Le couple a de nombreux enfants morts à la naissance ou en bas âge.

## Généalogie
| Birger Jarl (1210-1266)          | Birger Jarl (1210-1266)          | Birger Jarl (1210-1266)          | Birger Jarl (1210-1266)          | Birger Jarl (1210-1266)          | Birger Jarl (1210-1266)          |  |  | Ingeborg de Suède (~1212-~1254) | Ingeborg de Suède (~1212-~1254) | Ingeborg de Suède (~1212-~1254) | Ingeborg de Suède (~1212-~1254) | Ingeborg de Suède (~1212-~1254) | Ingeborg de Suède (~1212-~1254) |  |  | Gérard Ier de Holstein-Itzehoe (~1232-1290) | Gérard Ier de Holstein-Itzehoe (~1232-1290) | Gérard Ier de Holstein-Itzehoe (~1232-1290) | Gérard Ier de Holstein-Itzehoe (~1232-1290) | Gérard Ier de Holstein-Itzehoe (~1232-1290) | Gérard Ier de Holstein-Itzehoe (~1232-1290) |  |  | Élisabeth de Mecklembourg (1235-1280) | Élisabeth de Mecklembourg (1235-1280) | Élisabeth de Mecklembourg (1235-1280) | Élisabeth de Mecklembourg (1235-1280) | Élisabeth de Mecklembourg (1235-1280) | Élisabeth de Mecklembourg (1235-1280) |  |  |                                |                                |                                |                                |                                |                                |  |  |                                   |                                   |                                   |                                   |                                   |                                   |  |  |                                 |                                 |                                 |                                 |                                 |                                 |  |  |                                                                    |                                                                    |                                                                    |                                                                    |                                                                    |                                                                    |  |  |                                             |                                             |                                             |                                             |                                             |                                             |
| Birger Jarl (1210-1266)          | Birger Jarl (1210-1266)          | Birger Jarl (1210-1266)          | Birger Jarl (1210-1266)          | Birger Jarl (1210-1266)          | Birger Jarl (1210-1266)          |  |  | Ingeborg de Suède (~1212-~1254) | Ingeborg de Suède (~1212-~1254) | Ingeborg de Suède (~1212-~1254) | Ingeborg de Suède (~1212-~1254) | Ingeborg de Suède (~1212-~1254) | Ingeborg de Suède (~1212-~1254) |  |  | Gérard Ier de Holstein-Itzehoe (~1232-1290) | Gérard Ier de Holstein-Itzehoe (~1232-1290) | Gérard Ier de Holstein-Itzehoe (~1232-1290) | Gérard Ier de Holstein-Itzehoe (~1232-1290) | Gérard Ier de Holstein-Itzehoe (~1232-1290) | Gérard Ier de Holstein-Itzehoe (~1232-1290) |  |  | Élisabeth de Mecklembourg (1235-1280) | Élisabeth de Mecklembourg (1235-1280) | Élisabeth de Mecklembourg (1235-1280) | Élisabeth de Mecklembourg (1235-1280) | Élisabeth de Mecklembourg (1235-1280) | Élisabeth de Mecklembourg (1235-1280) |  |  |                                |                                |                                |                                |                                |                                |  |  |                                   |                                   |                                   |                                   |                                   |                                   |  |  |                                 |                                 |                                 |                                 |                                 |                                 |  |  |                                                                    |                                                                    |                                                                    |                                                                    |                                                                    |                                                                    |  |  |                                             |                                             |                                             |                                             |                                             |                                             |
|                                  |                                  |                                  |                                  |                                  |                                  |  |  |                                 |                                 |                                 |                                 |                                 |                                 |  |  |                                             |                                             |                                             |                                             |                                             |                                             |  |  |                                       |                                       |                                       |                                       |                                       |                                       |  |  |                                |                                |                                |                                |                                |                                |  |  |                                   |                                   |                                   |                                   |                                   |                                   |  |  |                                 |                                 |                                 |                                 |                                 |                                 |  |  |                                                                    |                                                                    |                                                                    |                                                                    |                                                                    |                                                                    |  |  |                                             |                                             |                                             |                                             |                                             |                                             |
|                                  |                                  |                                  |                                  |                                  |                                  |  |  |                                 |                                 |                                 |                                 |                                 |                                 |  |  |                                             |                                             |                                             |                                             |                                             |                                             |  |  |                                       |                                       |                                       |                                       |                                       |                                       |  |  |                                |                                |                                |                                |                                |                                |  |  |                                   |                                   |                                   |                                   |                                   |                                   |  |  |                                 |                                 |                                 |                                 |                                 |                                 |  |  |                                                                    |                                                                    |                                                                    |                                                                    |                                                                    |                                                                    |  |  |                                             |                                             |                                             |                                             |                                             |                                             |
|                                  |                                  |                                  |                                  |                                  |                                  |  |  |                                 |                                 |                                 |                                 |                                 |                                 |  |  |                                             |                                             |                                             |                                             |                                             |                                             |  |  |                                       |                                       |                                       |                                       |                                       |                                       |  |  |                                |                                |                                |                                |                                |                                |  |  |                                   |                                   |                                   |                                   |                                   |                                   |  |  |                                 |                                 |                                 |                                 |                                 |                                 |  |  |                                                                    |                                                                    |                                                                    |                                                                    |                                                                    |                                                                    |  |  |                                             |                                             |                                             |                                             |                                             |                                             |
| Magnus III de Suède (~1240-1290) | Magnus III de Suède (~1240-1290) | Magnus III de Suède (~1240-1290) | Magnus III de Suède (~1240-1290) | Magnus III de Suède (~1240-1290) | Magnus III de Suède (~1240-1290) |  |  | Helwig de Holstein (~1254-1324) | Helwig de Holstein (~1254-1324) | Helwig de Holstein (~1254-1324) | Helwig de Holstein (~1254-1324) | Helwig de Holstein (~1254-1324) | Helwig de Holstein (~1254-1324) |  |  | Éric V de Danemark (1249-1286)              | Éric V de Danemark (1249-1286)              | Éric V de Danemark (1249-1286)              | Éric V de Danemark (1249-1286)              | Éric V de Danemark (1249-1286)              | Éric V de Danemark (1249-1286)              |  |  | Agnès de Brandebourg (1257-1304)      | Agnès de Brandebourg (1257-1304)      | Agnès de Brandebourg (1257-1304)      | Agnès de Brandebourg (1257-1304)      | Agnès de Brandebourg (1257-1304)      | Agnès de Brandebourg (1257-1304)      |  |  | Håkon V de Norvège (1270-1319) | Håkon V de Norvège (1270-1319) | Håkon V de Norvège (1270-1319) | Håkon V de Norvège (1270-1319) | Håkon V de Norvège (1270-1319) | Håkon V de Norvège (1270-1319) |  |  | Euphémie de Rügen (~1289-1312)    | Euphémie de Rügen (~1289-1312)    | Euphémie de Rügen (~1289-1312)    | Euphémie de Rügen (~1289-1312)    | Euphémie de Rügen (~1289-1312)    | Euphémie de Rügen (~1289-1312)    |  |  | Torgils Knutsson (?-1306)       | Torgils Knutsson (?-1306)       | Torgils Knutsson (?-1306)       | Torgils Knutsson (?-1306)       | Torgils Knutsson (?-1306)       | Torgils Knutsson (?-1306)       |  |  | Éric II de Norvège (1268-1299)                                     | Éric II de Norvège (1268-1299)                                     | Éric II de Norvège (1268-1299)                                     | Éric II de Norvège (1268-1299)                                     | Éric II de Norvège (1268-1299)                                     | Éric II de Norvège (1268-1299)                                     |  |  | Isabel Bruce (~1272–1358)                   | Isabel Bruce (~1272–1358)                   | Isabel Bruce (~1272–1358)                   | Isabel Bruce (~1272–1358)                   | Isabel Bruce (~1272–1358)                   | Isabel Bruce (~1272–1358)                   |
| Magnus III de Suède (~1240-1290) | Magnus III de Suède (~1240-1290) | Magnus III de Suède (~1240-1290) | Magnus III de Suède (~1240-1290) | Magnus III de Suède (~1240-1290) | Magnus III de Suède (~1240-1290) |  |  | Helwig de Holstein (~1254-1324) | Helwig de Holstein (~1254-1324) | Helwig de Holstein (~1254-1324) | Helwig de Holstein (~1254-1324) | Helwig de Holstein (~1254-1324) | Helwig de Holstein (~1254-1324) |  |  | Éric V de Danemark (1249-1286)              | Éric V de Danemark (1249-1286)              | Éric V de Danemark (1249-1286)              | Éric V de Danemark (1249-1286)              | Éric V de Danemark (1249-1286)              | Éric V de Danemark (1249-1286)              |  |  | Agnès de Brandebourg (1257-1304)      | Agnès de Brandebourg (1257-1304)      | Agnès de Brandebourg (1257-1304)      | Agnès de Brandebourg (1257-1304)      | Agnès de Brandebourg (1257-1304)      | Agnès de Brandebourg (1257-1304)      |  |  | Håkon V de Norvège (1270-1319) | Håkon V de Norvège (1270-1319) | Håkon V de Norvège (1270-1319) | Håkon V de Norvège (1270-1319) | Håkon V de Norvège (1270-1319) | Håkon V de Norvège (1270-1319) |  |  | Euphémie de Rügen (~1289-1312)    | Euphémie de Rügen (~1289-1312)    | Euphémie de Rügen (~1289-1312)    | Euphémie de Rügen (~1289-1312)    | Euphémie de Rügen (~1289-1312)    | Euphémie de Rügen (~1289-1312)    |  |  | Torgils Knutsson (?-1306)       | Torgils Knutsson (?-1306)       | Torgils Knutsson (?-1306)       | Torgils Knutsson (?-1306)       | Torgils Knutsson (?-1306)       | Torgils Knutsson (?-1306)       |  |  | Éric II de Norvège (1268-1299)                                     | Éric II de Norvège (1268-1299)                                     | Éric II de Norvège (1268-1299)                                     | Éric II de Norvège (1268-1299)                                     | Éric II de Norvège (1268-1299)                                     | Éric II de Norvège (1268-1299)                                     |  |  | Isabel Bruce (~1272–1358)                   | Isabel Bruce (~1272–1358)                   | Isabel Bruce (~1272–1358)                   | Isabel Bruce (~1272–1358)                   | Isabel Bruce (~1272–1358)                   | Isabel Bruce (~1272–1358)                   |
|                                  |                                  |                                  |                                  |                                  |                                  |  |  |                                 |                                 |                                 |                                 |                                 |                                 |  |  |                                             |                                             |                                             |                                             |                                             |                                             |  |  |                                       |                                       |                                       |                                       |                                       |                                       |  |  |                                |                                |                                |                                |                                |                                |  |  |                                   |                                   |                                   |                                   |                                   |                                   |  |  |                                 |                                 |                                 |                                 |                                 |                                 |  |  |                                                                    |                                                                    |                                                                    |                                                                    |                                                                    |                                                                    |  |  |                                             |                                             |                                             |                                             |                                             |                                             |
|                                  |                                  |                                  |                                  |                                  |                                  |  |  |                                 |                                 |                                 |                                 |                                 |                                 |  |  |                                             |                                             |                                             |                                             |                                             |                                             |  |  |                                       |                                       |                                       |                                       |                                       |                                       |  |  |                                |                                |                                |                                |                                |                                |  |  |                                   |                                   |                                   |                                   |                                   |                                   |  |  |                                 |                                 |                                 |                                 |                                 |                                 |  |  |                                                                    |                                                                    |                                                                    |                                                                    |                                                                    |                                                                    |  |  |                                             |                                             |                                             |                                             |                                             |                                             |
|                                  |                                  |                                  |                                  |                                  |                                  |  |  |                                 |                                 |                                 |                                 |                                 |                                 |  |  |                                             |                                             |                                             |                                             |                                             |                                             |  |  |                                       |                                       |                                       |                                       |                                       |                                       |  |  |                                |                                |                                |                                |                                |                                |  |  |                                   |                                   |                                   |                                   |                                   |                                   |  |  |                                 |                                 |                                 |                                 |                                 |                                 |  |  |                                                                    |                                                                    |                                                                    |                                                                    |                                                                    |                                                                    |  |  |                                             |                                             |                                             |                                             |                                             |                                             |
|                                  |                                  |                                  |                                  |                                  |                                  |  |  |                                 |                                 |                                 |                                 |                                 |                                 |  |  |                                             |                                             |                                             |                                             |                                             |                                             |  |  |                                       |                                       |                                       |                                       |                                       |                                       |  |  |                                |                                |                                |                                |                                |                                |  |  |                                   |                                   |                                   |                                   |                                   |                                   |  |  |                                 |                                 |                                 |                                 |                                 |                                 |  |  |                                                                    |                                                                    |                                                                    |                                                                    |                                                                    |                                                                    |  |  |                                             |                                             |                                             |                                             |                                             |                                             |
| Ingeburg de Suède (1277-1319)    | Ingeburg de Suède (1277-1319)    | Ingeburg de Suède (1277-1319)    | Ingeburg de Suède (1277-1319)    | Ingeburg de Suède (1277-1319)    | Ingeburg de Suède (1277-1319)    |  |  | Éric VI de Danemark (1274-1319) | Éric VI de Danemark (1274-1319) | Éric VI de Danemark (1274-1319) | Éric VI de Danemark (1274-1319) | Éric VI de Danemark (1274-1319) | Éric VI de Danemark (1274-1319) |  |  | Birger Magnusson (1280-1318)                | Birger Magnusson (1280-1318)                | Birger Magnusson (1280-1318)                | Birger Magnusson (1280-1318)                | Birger Magnusson (1280-1318)                | Birger Magnusson (1280-1318)                |  |  | Marthe de Danemark (1277-1341)        | Marthe de Danemark (1277-1341)        | Marthe de Danemark (1277-1341)        | Marthe de Danemark (1277-1341)        | Marthe de Danemark (1277-1341)        | Marthe de Danemark (1277-1341)        |  |  | Erik Magnusson (1282-1318)     | Erik Magnusson (1282-1318)     | Erik Magnusson (1282-1318)     | Erik Magnusson (1282-1318)     | Erik Magnusson (1282-1318)     | Erik Magnusson (1282-1318)     |  |  | Ingeborg Hakonsdatter (1301-1361) | Ingeborg Hakonsdatter (1301-1361) | Ingeborg Hakonsdatter (1301-1361) | Ingeborg Hakonsdatter (1301-1361) | Ingeborg Hakonsdatter (1301-1361) | Ingeborg Hakonsdatter (1301-1361) |  |  | Valdemar Magnusson (~1285-1318) | Valdemar Magnusson (~1285-1318) | Valdemar Magnusson (~1285-1318) | Valdemar Magnusson (~1285-1318) | Valdemar Magnusson (~1285-1318) | Valdemar Magnusson (~1285-1318) |  |  | Kristina Torgilsdotter de 1302 à 1305 puis mariage annulé          | Kristina Torgilsdotter de 1302 à 1305 puis mariage annulé          | Kristina Torgilsdotter de 1302 à 1305 puis mariage annulé          | Kristina Torgilsdotter de 1302 à 1305 puis mariage annulé          | Kristina Torgilsdotter de 1302 à 1305 puis mariage annulé          | Kristina Torgilsdotter de 1302 à 1305 puis mariage annulé          |  |  | Rikissa Magnusdotter (sv) (~1285/1287-1348) | Rikissa Magnusdotter (sv) (~1285/1287-1348) | Rikissa Magnusdotter (sv) (~1285/1287-1348) | Rikissa Magnusdotter (sv) (~1285/1287-1348) | Rikissa Magnusdotter (sv) (~1285/1287-1348) | Rikissa Magnusdotter (sv) (~1285/1287-1348) |
| Ingeburg de Suède (1277-1319)    | Ingeburg de Suède (1277-1319)    | Ingeburg de Suède (1277-1319)    | Ingeburg de Suède (1277-1319)    | Ingeburg de Suède (1277-1319)    | Ingeburg de Suède (1277-1319)    |  |  | Éric VI de Danemark (1274-1319) | Éric VI de Danemark (1274-1319) | Éric VI de Danemark (1274-1319) | Éric VI de Danemark (1274-1319) | Éric VI de Danemark (1274-1319) | Éric VI de Danemark (1274-1319) |  |  | Birger Magnusson (1280-1318)                | Birger Magnusson (1280-1318)                | Birger Magnusson (1280-1318)                | Birger Magnusson (1280-1318)                | Birger Magnusson (1280-1318)                | Birger Magnusson (1280-1318)                |  |  | Marthe de Danemark (1277-1341)        | Marthe de Danemark (1277-1341)        | Marthe de Danemark (1277-1341)        | Marthe de Danemark (1277-1341)        | Marthe de Danemark (1277-1341)        | Marthe de Danemark (1277-1341)        |  |  | Erik Magnusson (1282-1318)     | Erik Magnusson (1282-1318)     | Erik Magnusson (1282-1318)     | Erik Magnusson (1282-1318)     | Erik Magnusson (1282-1318)     | Erik Magnusson (1282-1318)     |  |  | Ingeborg Hakonsdatter (1301-1361) | Ingeborg Hakonsdatter (1301-1361) | Ingeborg Hakonsdatter (1301-1361) | Ingeborg Hakonsdatter (1301-1361) | Ingeborg Hakonsdatter (1301-1361) | Ingeborg Hakonsdatter (1301-1361) |  |  | Valdemar Magnusson (~1285-1318) | Valdemar Magnusson (~1285-1318) | Valdemar Magnusson (~1285-1318) | Valdemar Magnusson (~1285-1318) | Valdemar Magnusson (~1285-1318) | Valdemar Magnusson (~1285-1318) |  |  | Kristina Torgilsdotter de 1302 à 1305 puis mariage annulé          | Kristina Torgilsdotter de 1302 à 1305 puis mariage annulé          | Kristina Torgilsdotter de 1302 à 1305 puis mariage annulé          | Kristina Torgilsdotter de 1302 à 1305 puis mariage annulé          | Kristina Torgilsdotter de 1302 à 1305 puis mariage annulé          | Kristina Torgilsdotter de 1302 à 1305 puis mariage annulé          |  |  | Rikissa Magnusdotter (sv) (~1285/1287-1348) | Rikissa Magnusdotter (sv) (~1285/1287-1348) | Rikissa Magnusdotter (sv) (~1285/1287-1348) | Rikissa Magnusdotter (sv) (~1285/1287-1348) | Rikissa Magnusdotter (sv) (~1285/1287-1348) | Rikissa Magnusdotter (sv) (~1285/1287-1348) |
|                                  |                                  |                                  |                                  |                                  |                                  |  |  |                                 |                                 |                                 |                                 |                                 |                                 |  |  |                                             |                                             |                                             |                                             |                                             |                                             |  |  |                                       |                                       |                                       |                                       |                                       |                                       |  |  |                                |                                |                                |                                |                                |                                |  |  |                                   |                                   |                                   |                                   |                                   |                                   |  |  |                                 |                                 |                                 |                                 |                                 |                                 |  |  |                                                                    |                                                                    |                                                                    |                                                                    |                                                                    |                                                                    |  |  |                                             |                                             |                                             |                                             |                                             |                                             |
|                                  |                                  |                                  |                                  |                                  |                                  |  |  |                                 |                                 |                                 |                                 |                                 |                                 |  |  |                                             |                                             |                                             |                                             |                                             |                                             |  |  |                                       |                                       |                                       |                                       |                                       |                                       |  |  |                                |                                |                                |                                |                                |                                |  |  |                                   |                                   |                                   |                                   |                                   |                                   |  |  |                                 |                                 |                                 |                                 |                                 |                                 |  |  |                                                                    |                                                                    |                                                                    |                                                                    |                                                                    |                                                                    |  |  |                                             |                                             |                                             |                                             |                                             |                                             |
|                                  |                                  |                                  |                                  |                                  |                                  |  |  |                                 |                                 |                                 |                                 |                                 |                                 |  |  | Magnus Birgersson (1300-1320)               | Magnus Birgersson (1300-1320)               | Magnus Birgersson (1300-1320)               | Magnus Birgersson (1300-1320)               | Magnus Birgersson (1300-1320)               | Magnus Birgersson (1300-1320)               |  |  | (?)                                   | (?)                                   | (?)                                   | (?)                                   | (?)                                   | (?)                                   |  |  | Magnus IV de Suède (1316-1374) | Magnus IV de Suède (1316-1374) | Magnus IV de Suède (1316-1374) | Magnus IV de Suède (1316-1374) | Magnus IV de Suède (1316-1374) | Magnus IV de Suède (1316-1374) |  |  | Euphémia de Suède (1317–1370)     | Euphémia de Suède (1317–1370)     | Euphémia de Suède (1317–1370)     | Euphémia de Suède (1317–1370)     | Euphémia de Suède (1317–1370)     | Euphémia de Suède (1317–1370)     |  |  |                                 |                                 |                                 |                                 |                                 |                                 |  |  | Ingeborg Eriksdatter de 1312 à 1318 (mort de son mari) (1297–1357) | Ingeborg Eriksdatter de 1312 à 1318 (mort de son mari) (1297–1357) | Ingeborg Eriksdatter de 1312 à 1318 (mort de son mari) (1297–1357) | Ingeborg Eriksdatter de 1312 à 1318 (mort de son mari) (1297–1357) | Ingeborg Eriksdatter de 1312 à 1318 (mort de son mari) (1297–1357) | Ingeborg Eriksdatter de 1312 à 1318 (mort de son mari) (1297–1357) |  |  |                                             |                                             |                                             |                                             |                                             |                                             |
|                                  |                                  |                                  |                                  |                                  |                                  |  |  |                                 |                                 |                                 |                                 |                                 |                                 |  |  | Magnus Birgersson (1300-1320)               | Magnus Birgersson (1300-1320)               | Magnus Birgersson (1300-1320)               | Magnus Birgersson (1300-1320)               | Magnus Birgersson (1300-1320)               | Magnus Birgersson (1300-1320)               |  |  | (?)                                   | (?)                                   | (?)                                   | (?)                                   | (?)                                   | (?)                                   |  |  | Magnus IV de Suède (1316-1374) | Magnus IV de Suède (1316-1374) | Magnus IV de Suède (1316-1374) | Magnus IV de Suède (1316-1374) | Magnus IV de Suède (1316-1374) | Magnus IV de Suède (1316-1374) |  |  | Euphémia de Suède (1317–1370)     | Euphémia de Suède (1317–1370)     | Euphémia de Suède (1317–1370)     | Euphémia de Suède (1317–1370)     | Euphémia de Suède (1317–1370)     | Euphémia de Suède (1317–1370)     |  |  |                                 |                                 |                                 |                                 |                                 |                                 |  |  | Ingeborg Eriksdatter de 1312 à 1318 (mort de son mari) (1297–1357) | Ingeborg Eriksdatter de 1312 à 1318 (mort de son mari) (1297–1357) | Ingeborg Eriksdatter de 1312 à 1318 (mort de son mari) (1297–1357) | Ingeborg Eriksdatter de 1312 à 1318 (mort de son mari) (1297–1357) | Ingeborg Eriksdatter de 1312 à 1318 (mort de son mari) (1297–1357) | Ingeborg Eriksdatter de 1312 à 1318 (mort de son mari) (1297–1357) |  |  |                                             |                                             |                                             |                                             |                                             |                                             |

### Sources
- Lucien Musset, Les Peuples scandinaves au Moyen Âge, Paris, Presses universitaires de France, 1951, 342 p., in-8o (OCLC 3005644)
- (da) Dansk biografisk Lexikon / IV. Bind. Clemens - Eynden p. 547-550 Erik Menved 1274-1319
- (en) Christoffer I sur le site Medieval Lands